# 250-й тяжёлый бомбардировочный авиационный полк
250-й тяжёлый бомбардировочный авиационный полк — воинское формирование вооружённых СССР в Великой Отечественной войне.

## Наименования полка
- 250-й тяжёлый бомбардировочный авиационный полк (250 тбап) (1940—16.04.1942)
- 250-й авиационный полк дальнего действия (250 ап ДД) (16.04.1942—18.08.1942)
- 4-й гвардейский Сталинградский Краснознамённый авиационный полк дальнего действия (4 гв. ап ДД) (18.04.1942—26.12.1944)
- 220-й гвардейский бомбардировочный Сталинградский Краснознамённый авиационный полк (220 гв. бап)(26.12.1944—??.04.1946)
- 220-й гвардейский транспортный Сталинградский Краснознамённый авиационный полк (220 гв. трап)(??.04.1946—1953)
- 177-я отдельная гвардейская транспортная авиационная эскадрилья (177 огватаэ) (1953—??.09.1991)
- 456-й отдельный гвардейский авиационный полк (456 огвап), в/ч 45076 (??.09.1991—??.2003)
- 456-я бригада транспортной авиации имени Дмитрия Майбороды (456 брта), в/ч А1231 (??.2003—н.в.)

## История полка
Основная статья: 220-й гвардейский бомбардировочный Сталинградский Краснознамённый авиационный полк

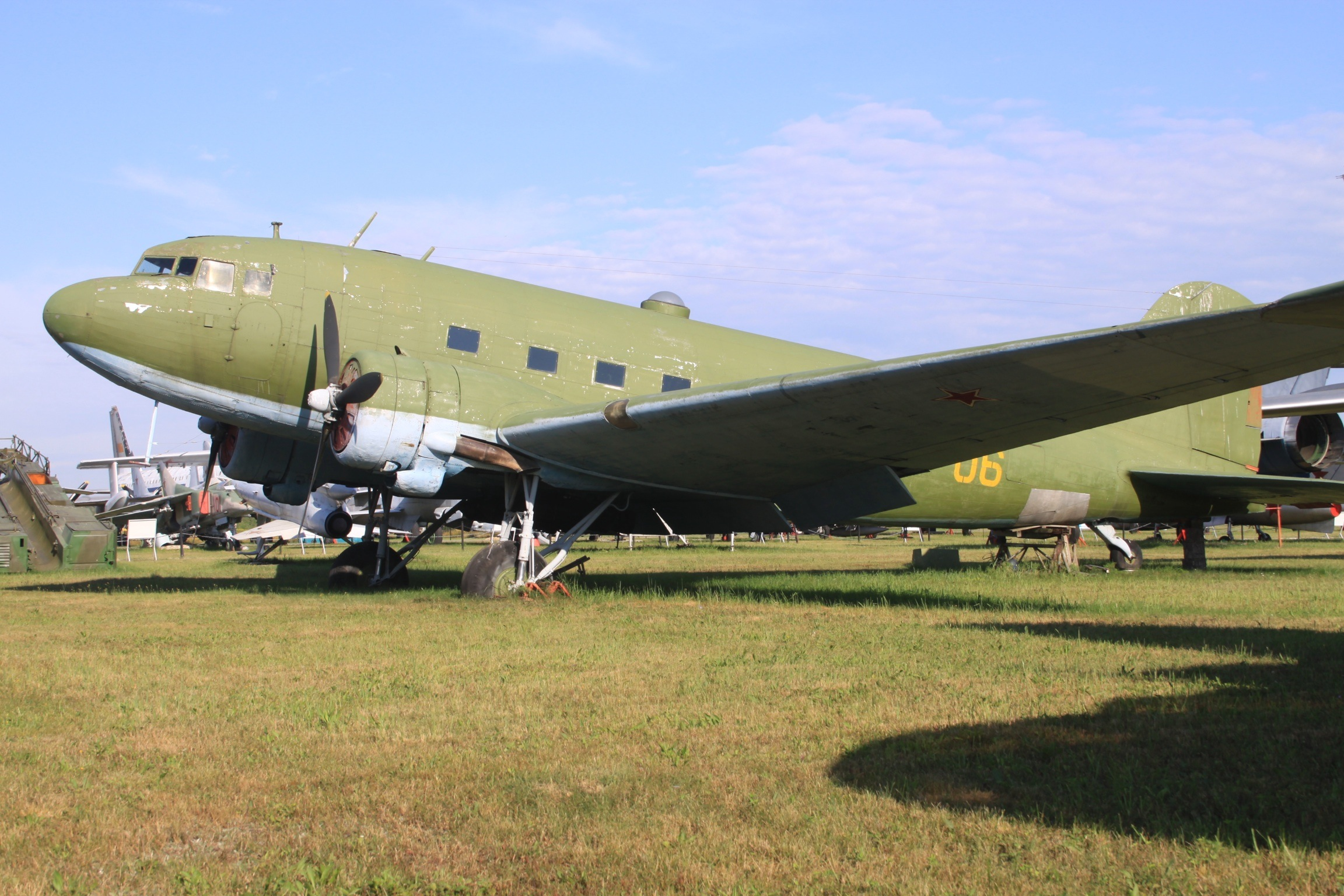
Самолёт Ли-2ДБ

### До 1941 г.
До начала Великой Отечественной войны 250-й тяжёлый бомбардировочный полк базировался в городе Чита. На вооружении имел самолёты ТБ-3.

### 1941—1945 гг.
25.06.1941 г. всем составом (48 или 49 самолётов) полк вылетел на запад и к 09.07.1941 г. прибыл в район Ворошиловграда. Вошёл в состав 50-й дальнебомбардировочной авиадивизии. В начале августа 1941 г. привлекался для доставки грузов окружённым войскам 6 и 12 армий. После этого одна эскадрилья приступила к ночному бомбометанию по ближним тылам противника, продвигавшегося к Киеву. С этого момента и до конца войны боевые вылеты полком совершались преимущественно ночью.
В январе 1942 г. составил основу транспортной авиагруппы особого назначения майора Поликарпова, которая до мая 1942 г. совершала вылеты для снабжения партизан Крыма.
С 6 по 21 марта 1942 года полк входил в состав 22-й авиационной дивизии, на основе которой 21.03.1942 была сформирована новая 62-я авиационная дивизия дальнего действия (позже преобразована в 9-ю гвардейскую авиадивизию дальнего действия, затем в 22-ю гвардейскую бомбардировочную авиадивизию). В её составе полк находился до конца войны.
В связи с созданием Авиации дальнего действия полк вошёл в её состав и с 16.04.1942 г. стал именоваться 250-м авиационным полком дальнего действия (250 ап ДД). Однако есть сведения, что наименование «250 ап ДД» применялось и ранее.
Приказом Наркома обороны СССР № 250 от 18.08.1942 г. полк удостоен гвардейского звания и преобразован в 4-й гвардейский авиационный полк дальнего действия (4 гв. ап ДД).
В сентябре 1942 г. устаревшие тяжёлые бомбардировщики ТБ-3 были заменены в полку самолётами Ли-2, которые использовались в качестве дальних ночных бомбардировщиков.
В феврале 1943 г. за отличия в Сталинградской битве полку присвоено почётное наименование «Сталинградский».
В 1943 г. полк принимал участие в боях за Донбасс. За вклад в освобождение Донбасса дивизии, частью которой он являлся (9 гв. ад ДД), было присвоено наименование «Донбасская».
В 1944 году совершал полёты на бомбардировку объектов в Эстонии (Нарва), Белоруссии, Украине (Чоп), Словакии (Прешов, Зволен) Румынии (Сату-Маре) и др.
В связи с упразднением Авиации дальнего действия как структуры центрального подчинения и с образованием на её основе 18-й воздушной армии, директивой Генерального штаба № Орг/10/315706 от 26.12.44 г. полк был переименован в 220-й гвардейский бомбардировочный Сталинградский Краснознамённый авиационный полк (220 гв. бап).

## В составе действующей армии
В составе действующей армии:
- 02.08.1941 — 16.04.1942 (250 тбап)
- 16.04.1942 — 18.08.1942 (250 ап ДД)